# Mildred Kornman
Mildred Gene Kornman, auch bekannt als Ricki VanDusen, (* 10. Juli 1925 in Beverly Hills, Kalifornien; † 19. August 2022) war eine US-amerikanische Schauspielerin und ein Model. Bekanntheit erlangte sie vor allem durch ihre Auftritte in der Filmreihe Die kleinen Strolche. Als Model war Kornman unter anderem auf dem Cover der Vogue und dem Harper’s Bazaar zu sehen. Sie zählte zu den zwei letzten noch lebenden Stummfilmdarstellern.

## Leben
Mildred Kornman ist die jüngere Schwester der Schauspielerin Mary Kornman. Ihre Mutter Verna Kornman (1897–1986) trat ebenfalls als Schauspielerin in Erscheinung, ihr Vater Eugene Kornman arbeitete als Standfotograf für Harold Lloyd. Ihr Filmdebüt gab Kornman bereits im Alter von neun Monaten an der Seite ihrer Schwester in The Fourth Alarm aus der Kurzfilmreihe Die kleinen Strolche. Zwischen 1926 und 1928 gehörte sie zur Stammbesetzung der Reihe und trat hierbei zumeist unter ihrem wirklichen Vornamen Mildred auf. In wenigen Filmen der Reihe war Kornman auch in anderen Rollen zu sehen, darunter 1927 als Schwester von Jackie Condon in Baby Brother.
Von 1930 bis 1935 trat sie erneut in einigen Filmen der Reihe Die kleinen Strolche auf, erhielt dort jedoch nur noch Komparsenrollen wie 1930 als Schulkind in Die kleinen Strolche: Teacher’s Pet oder 1932 als Partygast in Die kleinen Strolche: Birthday Blues. Nach ihrem Abschluss an der Hollywood High School und einem Studium in Kunst, Spanisch und Englisch an der University of California trat Kornman unter dem Pseudonym Ricki VanDusen in mehreren Filmen von 20th Century Fox auf. Jedoch war auch hier ihre Tätigkeit auf kleine Neben- und Statistenrollen beschränkt. Nach einem letzten Filmauftritt in Männer, die das Leben lieben zog sie sich 1962 von der Schauspielerei zurück.
Neben ihrer Schauspielkarriere war Kornman in den 1940er und 1950er Jahren vor allem als Model erfolgreich. Sie war in bekannten Magazinen wie der Vogue oder dem Harper’s Bazaar zu sehen und trat in mehreren Fernsehspots auf. 1943 heiratete Kornman und wurde später zweifache Mutter. Nach dem Ende ihrer Model- und Schauspielkarriere betätigte sie sich als Fotografin und eröffnete die Boutique VanDusen Green in Encino. Kornman lebte im Alter zurückgezogen auf einer Farm in Utah. Im Mai 2015 wurde die damals 89-Jährige für einen Artikel vom The Guardian interviewt.
Mildred Kornman zählte seit dem Tod von Billy Watson (* 1923) aus der Schauspielerfamilie Watson im Februar 2022 zusammen mit dessen Bruder Garry Watson (* 1928) zu den zwei letzten noch lebenden Stummfilmdarstellern, deren Lebendigkeit als gesichert galt. Zudem war sie letzte lebende Person, die in einem Stummfilm eine größere Rolle hatte (Garry Watson war bei seinem einzigen Stummfilmauftritt noch ein Säugling).
Mildred Kornman starb am 19. August 2022 im Alter von 97 Jahren.+

## Filmografie

### Die kleinen Strolche
- 1926: The Fourth Alarm
- 1926: Thundering Fleas
- 1926: War Feathers
- 1927: Bring Home the Turkey
- 1927: Ten Years Old
- 1927: Love My Dog
- 1927: Baby Brother
- 1927: Olympic Games
- 1927: Heebee Jeebees
- 1928: Dog Heaven
- 1928: Playin’ Hookey
- 1928: Spook Spoofing
- 1928: Rainy Days
- 1928: The Smile Wins
- 1928: Edison, Marconi & Co.
- 1928: Barnum & Ringling, Inc.
- 1928: Fair and Muddy
- 1930: Die kleinen Strolche: Teacher’s Pet (Teacher’s Pet)
- 1930: School’s Out
- 1932: Die kleinen Strolche: Birthday Blues (Birthday Blues)
- 1933: Fish Hooky
- 1935: Little Sinner
- 1935: Our Gang Follies of 1936

### Weitere Filmauftritte
- 1926: The Nickel-Hopper
- 1937: Hoosier Schoolboy
- 1938: Mr. Boggs Steps Out
- 1938: Mad About Music
- 1944: Up in Arms
- 1944: Atlantic City
- 1945: Diamond Horseshoe
- 1945: Dolly Sisters (The Dolly Sisters)
- 1946: Cinderella Jones
- 1947: I Wonder Who’s Kissing Her Now
- 1947: Geheimagent T (T-Men)
- 1953: Abbott and Costello Go to Mars
- 1962: Männer, die das Leben lieben (The Interns)